# Edward Pitblado
Edward Bruce Pitblado (* 23. Februar 1896 in Winnipeg, Manitoba, Kanada; † 2. Dezember 1978 ebenda) war ein britischer Eishockeyspieler. 

## Karriere
Edward Pitblado nahm für die britische Nationalmannschaft an den Olympischen Winterspielen 1924 in Chamonix teil. Mit seinem Team gewann er die Bronzemedaille. Er selbst kam im Turnierverlauf in fünf Spielen zum Einsatz und erzielte dabei vier Tore. 

## Erfolge und Auszeichnungen
- 1924 Bronzemedaille bei den Olympischen Winterspielen